# Dobra (Dâmbovița)
Pour les articles homonymes, voir Dobra.
Dobra est une commune du județ de Dâmbovița en Roumanie.